# ريتشارد كيني
ريتشارد كيني (بالإنجليزية: Richard Kenney)‏ هو شاعر أمريكي، ولد في 10 أغسطس 1948.